# دواين إل. تايلور
دواين إل. تايلور (بالإنجليزية: Dwayne L. Taylor)‏ هو سياسي أمريكي، ولد في 13 نوفمبر 1967 في دايتونا بيتش في الولايات المتحدة. حزبياً، نشط في الحزب الديمقراطي. وقد انتخب عضو مجلس نواب فلوريدا.

## وصلات خارجية
- الموقع الرسمي